# 1944 au Japon
 (novembre 2019).
Si vous disposez d'ouvrages ou d'articles de référence ou si vous connaissez des sites web de qualité traitant du thème abordé ici, merci de compléter l'article en donnant les références utiles à sa vérifiabilité et en les liant à la section « Notes et références ».

## Gouvernement
- Empereur : Hirohito
- Premier ministre du Japon :
  - Hideki Tōjō
  - Kuniaki Koiso (à partir du 22 juillet)

## Événements

### Janvier
- 31 janvier - 3 février : Bataille de Kwajalein.

### Février
- 17 au 23 février : Bataille d'Eniwetok.

### Avril
- 17 avril - 25 mai : Opération Ichi-Go.

### Mai
- 26 mai - août : Bataille de Changsha.

### Juin
- 4 juin - 7 septembre : Bataille du Mont Song.
- 15 juin : Début des premiers bombardements stratégiques sur le Japon depuis la Chine par l'armée de l'air américaine. L'aciérie de Yahata est visée.
- 15 juin - 9 juillet : Bataille de Saipan.
- 15-16 juin : Bombardement de Yahata.
- 19-20 juin : Bataille de la mer des Philippines.
- 22 juin - 8 août : Bataille de Hengyang (1944) (en).

### Juillet
- 7 juillet : Bombardement de Sasebo, Omura et Tobata.
- 10 juillet - 25 août : Bataille d'Aitape.
- 21 juillet - 10 août : Bataille de Guam.
- 24 juillet - 1er août : Bataille de Tinian.

### Août
- 10 août : Bombardement de Nagasaki.
- 16 août - 24 novembre : Bataille de Guilin-Liuzhou.
- 20 août : Interception d'une centaine de bombardiers américains en route vers Yamata.

### Septembre
- 15 septembre - 27 novembre : Bataille de Peleliu.
- 17 septembre - 22 octobre : Bataille d'Angaur.

### Octobre
- 10 au 20 octobre : Bataille aérienne de Formose.
- 25 octobre : raid aérien contre Omura.

### Novembre
- 21 novembre : nouveau bombardement d'Omura.
- 24 novembre : premier bombardement américain lancé depuis les îles Mariannes. Une usine de Musashino est la cible.

### Décembre
- 7 décembre : Séisme à Tōnankai.
- 13 au 18 décembre : Raids contre Nagoya par l'armée américaine.
- 19 décembre : Bombardement d'Omura.
- 30-31 décembre : Bataille de Pearl Ridge (en).

## Naissances
- 5 avril : Hiroyuki Hosoda, homme d'État († 10 novembre 2023).
- 15 avril : Kunishige Kamamoto, footballeur japonais († 10 août 2025).

## Décès
- 25 janvier : Monzo Akiyama, amiral de la marine impériale.
- 21 février : Yoshimi Nishida, général de l'armée impériale.
- 31 mars : Mineichi Koga, amiral.
- 24 mai : Matsuji Ijuin, amiral.
- 6 juillet : Chūichi Nagumo, vice-amiral.
- 8 juillet : Takeo Takagi, vice-amiral.
- 10 juillet : Yoshitsugu Saitō, général.
- 19 juillet : Shigeo Arai, nageur de nage libre.
- 28 juillet : Takeshi Takashina, général.
- 2 août : Kakuji Kakuta, vice-amiral.
- 11 août : Hideyoshi Obata, général.
- 15 octobre : Masafumi Arima, vice-amiral.
- 26 octobre : Hiroyoshi Nishizawa, pilote dans l'aéronavale impériale.
- 7 novembre : Hotsumi Ozaki, journaliste.
- 18 novembre : Tsunesaburō Makiguchi, fondateur (avec Josei Toda) du mouvement bouddhiste Soka Gakkaï.
- 1er décembre : Murakami Namiroku, écrivain et romancier.